# Świebodziński
Świebodziński là một huyện thuộc tỉnh Lubuskie của Ba Lan. Huyện có diện tích 937 km². Đến ngày 1 tháng 1 năm 2011, dân số của huyện là 55988 người và mật độ 60 người/km².